# Olympische Sommerspiele 2000/Teilnehmer (Estland)
| Gelbes Symbol für Goldmedaillen mit stilisierten Olympischen Ringen | Graues Symbol für Silbermedaillen mit stilisierten Olympischen Ringen | Braundes Symbol für Bronzemedaillen mit stilisierten Olympischen Ringen |
| ------------------------------------------------------------------- | --------------------------------------------------------------------- | ----------------------------------------------------------------------- |
| 1                                                                   | —                                                                     | 2                                                                       |

Estland nahm an den Olympischen Sommerspielen 2000 in der australischen Metropole Sydney mit 33 Athleten, zwei Frauen und 31 Männern, in elf Sportarten teil.
Seit 1920 war es die achte Teilnahme Estlands an Olympischen Sommerspielen.

## Flaggenträger
Der Segler Tõnu Tõniste trug die Flagge Estlands während der Eröffnungsfeier im Stadium Australia.

## Medaillengewinner
Mit einer gewonnenen Gold- und zwei Bronzemedaillen belegte das estnische Team Platz 47 im Medaillenspiegel.
| M | Name             | Sportart       | Wettkampf                             |
| - | ---------------- | -------------- | ------------------------------------- |
|   | Erki Nool        | Leichtathletik | Männer, Zehnkampf                     |
|   | Aleksei Budõlin  | Judo           | Männer, Halbmittelgewicht (bis 81 kg) |
|   | Indrek Pertelson | Judo           | Männer, Schwergewicht (über 100 kg)   |

## Teilnehmer nach Sportarten

### Fechten
- Kaido Kaaberma
Männer, Degen, Einzel: 17. Platz
Männer, Degen, Mannschaft: 9. Platz

- Andrus Kajak
Männer, Degen, Einzel: 33. Platz
Männer, Degen, Mannschaft: 9. Platz

- Meelis Loit
Männer, Degen, Einzel: 30. Platz
Männer, Degen, Mannschaft: 9. Platz

- Nikolai Novosjolov
Männer, Degen, Mannschaft: 9. Platz

### Judo
- Aleksei Budõlin
Männer, Halbmittelgewicht: Bronze

- Indrek Pertelson
Männer, Schwergewicht: Bronze

### Kanu
- Hain Helde
Männer, Einer-Kayak, 500 Meter: Halbfinale
Männer, Einer-Kayak, 1000 Meter: Halbfinale

### Leichtathletik
- Indrek Kaseorg
Männer, Zehnkampf: 17. Platz

- Pavel Loskutov
Männer, Marathon: 35. Platz

- Erki Nool
Männer, Zehnkampf: Gold

- Aleksander Tammert
Männer, Diskuswurf: 9. Platz

- Andrus Värnik
Männer, Speerwurf: 15. Platz in der Qualifikation

### Moderner Fünfkampf
- Imre Tiidemann
Männer, Einzel: 14. Platz

### Radsport
- Lauri Aus
Männer, Straßenrennen: DNF
Männer, Einzelzeitfahren: 32. Platz

- Jaan Kirsipuu
Männer, Straßenrennen: 17. Platz

- Innar Mändoja
Männer, Straßenrennen: DNF

- Erki Pütsep
Männer, Straßenrennen: 54. Platz

- Janek Tombak
Männer, Straßenrennen: DNF

### Ringen
- Helger Hallik
Männer, Superschwergewicht, griechisch-römisch: 16. Platz

- Waleri Nikitin
Männer, Weltergewicht, griechisch-römisch: 4. Platz

- Toomas Proovel
Männer, Halbschwergewicht, griechisch-römisch: 9. Platz

### Rudern
- Jüri Jaanson
Männer, Einer: 6. Platz

- Leonid Gulov & Andrei Šilin
Männer, Doppelzweier: 9. Platz

### Schießen
- Andrei Inešin
Männer, Skeet: 19. Platz

### Schwimmen
- Jana Kolukanova
Frauen, 50 Meter Freistil: 16. Platz

- Raiko Pachel
Männer, 100 Meter Brust: 32. Platz
Männer, 200 Meter Brust: 33. Platz

- Elina Partõka
Frauen, 100 Meter Freistil: 29. Platz
Frauen, 200 Meter Freistil: 31. Platz

- Indrek Sei
Männer, 50 Meter Freistil: 29. Platz
Männer, 100 Meter Freistil: 43. Platz

### Segeln
- Imre Taveter
Männer, Finn-Dinghy: 22. Platz

- Tõnu Tõniste & Toomas Tõniste
Männer, 470er: 22. Platz

- Peter Šaraškin
Laser: 29. Platz